# Чемпіонат України з футболу 2019—2020: перша ліга
Пе́рша лі́га Украї́ни з футбо́лу 2019—2020 — 29-й сезон першої ліги, який проходив з 27 липня 2019 року по 13 серпня 2020 року.
Зимова перерва в турнірі розпочалася 24 листопада 2019 року. Друга частина чемпіонату мала проходити з 22 березня по 23 травня 2020 року, але 17 березня через пандемію коронавірусу в світі УАФ призупинила проведення змагань.
За рішенням Виконкому УАФ чемпіонат поновився 24 червня 2020 року, матчі проводилися без глядачів.

## Регламент змагань
Змагання проводяться у два кола за круговою системою.
Команди, які посіли 1-ше, 2-ге та 3-є місця, виходять до Прем'єр-ліги.
Команди, які посіли 15-те та 16-те місця у першій лізі, вибувають до другої ліги. Команди, які посіли 13-те та 14-те місця у першій лізі, грають двоматчевий плей-оф за право виступати у першій лізі проти команд, які посіли треті місця у групах А і Б другої ліги.
12 червня 2020 року Виконком УАФ затвердив зміни, відповідно до яких у двоматчевому плей-оф за право виступати у першій лізі будуть брати участь не 13-те та 14-те місця, а 15-те та 16-те місця, таким чином скасувавши прямий виліт.
У випадку, якщо декілька команд набрали однакову кількість очок, місця у турнірній таблиці визначаються за такими критеріями:
1. Більша кількість набраних очок в особистих зустрічах між цими командами.
2. Краща різниця забитих і пропущених м'ячів в особистих зустрічах.
3. Більша кількість забитих м'ячів в особистих зустрічах.
4. Краща різниця забитих і пропущених м'ячів в усіх матчах.
5. Більша кількість забитих м'ячів в усіх матчах.

## Учасники
За підсумками попереднього чемпіонату команди «Дніпро-1» та «Колос» здобули путівки до Прем'єр-ліги, команда ПФК «Суми» понизилася в класі, а «Зірка» та «Кобра» втратили професіональний статус.
З Прем'єр-ліги до першої ліги опустилися «Арсенал-Київ» і «Чорноморець», а з другої ліги до першої піднялися «Кремінь», ФК «Минай» та «Черкащина-Академія».
Перед початком сезону команда «Черкащина-Академія» змінила назву на «Черкащина» і переїхала до Черкас, а команда «Рух» переїхала до Львова.
Перед початком чемпіонату «Арсенал-Київ» знявся зі змагань, його місце зайняв МФК «Металург», що посів 2-ге місце в групі Б другої ліги, але програв в стикових матчах за право виступати в першій лізі.
Склад учасників:
| Команда          | Населений пункт                 | Стадіон                                                                                 | Місткість стадіону | Місце в попер. ч-ті           |
| ---------------- | ------------------------------- | --------------------------------------------------------------------------------------- | ------------------ | ----------------------------- |
| «Авангард»       | Краматорськ                     | «Прапор»                                                                                | 6000               | 5                             |
| «Агробізнес»     | Волочиськ                       | «Юність» ім. Богдана Маркевича (м. Винники) «Поділля» (м. Хмельницький)                 | 2700 900 6800      | 13                            |
| «Балкани»        | село Зоря Саратського району    | ім. Бориса Тропанця                                                                     | 1854               | 8                             |
| «Волинь»         | Луцьк                           | «Авангард»                                                                              | 12 080             | 3                             |
| «Гірник-Спорт»   | Горішні Плавні                  | «Юність»                                                                                | 2500               | 12                            |
| «Інгулець»       | смт Петрове                     | «Інгулець»                                                                              | 1869               | 7                             |
| «Кремінь»        | Кременчук                       | «Юність» (м. Горішні Плавні) «Локомотив» (м. Полтава) «Кремінь-Арена» ім. Олега Бабаєва | 2500 3700 1500     | 1 (друга ліга, група Б)       |
| «Металіст 1925»  | Харків                          | «Металіст»                                                                              | 40 003             | 4                             |
| МФК «Металург»   | Запоріжжя                       | «Славутич-Арена»                                                                        | 11 883             | 2 (друга ліга, група Б, форс) |
| МФК «Миколаїв»   | Миколаїв                        | Центральний міський (верхнє поле) Центральний міський                                   | 500 15 600         | 9                             |
| ФК «Минай»       | село Минай Ужгородського району | «Минай-Арена»                                                                           | 1312               | 1 (друга ліга, група А)       |
| «Оболонь-Бровар» | Київ                            | «Оболонь-Арена»                                                                         | 5100               | 6                             |
| «Прикарпаття»    | Івано-Франківськ                | «Рух»                                                                                   | 15 000             | 10                            |
| «Рух»            | Львів                           | «Скіф» ім. Богдана Маркевича (м. Винники)                                               | 3742 900           | 11                            |
| «Черкащина»      | Черкаси                         | Центральний «Княжа-Арена» (с. Щасливе)                                                  | 10 321 1000        | 2 (друга ліга, група А, стик) |
| «Чорноморець»    | Одеса                           | «Чорноморець»                                                                           | 34 164             | 11 (Прем'єр-ліга, стик)       |

### Керівництво, тренери, капітани та спонсори
| Команда          | Президент            | Головний тренер          | Капітан             | Екіпірування | Титульний спонсор |
| ---------------- | -------------------- | ------------------------ | ------------------- | ------------ | ----------------- |
| «Авангард»       | Максим Єфімов        | Олексій Городов (в.о.)   | Віталій Собко       | Lotto        | «Донбасенерго»    |
| «Агробізнес»     | Олег Собуцький       | Олександр Чижевський     | Ігор Курило         | Nike         | «Агробізнес»      |
| «Балкани»        | Радослав Златов      | Андрій Пархоменко        | Анатолій Опря       | Adidas       | —                 |
| «Волинь»         | Віталій Кварцяний    | Андрій Тлумак            | Сергій Сімінін      | Joma         | —                 |
| «Гірник-Спорт»   | Петро Каплун         | Ігор Жабченко            | Володимир Корольков | Adidas       | Ferrexpo          |
| «Інгулець»       | Олександр Поворознюк | Сергій Лавриненко        | Владислав Лупашко   | Joma         | etg.ua            |
| «Кремінь»        | Андрій Недяк         | Сергій Свистун           | Андрій Олійник      | Joma         | «Альфатекс»       |
| «Металіст 1925»  | Володимир Лінке      | В'ячеслав Хруслов (в.о.) | Дмитро Поспєлов     | Erreà        | AES Group         |
| МФК «Металург»   | Максим Лупашко       | Олексій Годін (в.о.)     | Едуард Сарапій      | Joma         | Weltum            |
| МФК «Миколаїв»   | Сергій Кантор        | Ілля Близнюк             | Андрій Ковальов     | Mayner       | Завод «Екватор»   |
| ФК «Минай»       | Валерій Пересоляк    | Василь Кобін             | Михайло Кополовець  | Nike         | —                 |
| «Оболонь-Бровар» | Олександр Слободян   | Валерій Іващенко (в.о.)  | Андрій Корнєв       | Jako         | «Фаворит Спорт»   |
| «Прикарпаття»    | Василь Ольшанецький  | Володимир Ковалюк        | Роман Бочкур        | Joma         | Adamson           |
| «Рух»            | Григорій Козловський | Іван Федик               | Ігор Дуць           | Puma         | Grand Hotel Lviv  |
| «Черкащина»      | Юрій Колесник        | Денис Маринчук           | Євген Морозенко     | Zeus         | —                 |
| «Чорноморець»    | Леонід Клімов        | Сергій Ковалець          | Владислав Клименко  | Legea        | «Гефест»          |

- До 5 вересня[27] та з 25 жовтня[28] до 23 листопада 2019 року[29] головним тренером «Черкащини» був Олександр Кирилюк.
- До 9 вересня 2019 року головним тренером «Гірника-Спорт» був Володимир Мазяр.[30]
- До 16 вересня 2019 року головним тренером «Чорноморця» був Ангел Червенков.[31]
- До 18 вересня 2019 року головним тренером «Кременю» був Ігор Столовицький.[32]
- До 6 жовтня 2019 року головним тренером «Агробізнеса» був Остап Маркевич.[33]
- До 7 жовтня 2019 року головним тренером МФК «Металург» був Іван Богатир.[34]
- До 12 жовтня 2019 року головним тренером МФК «Миколаїв» був Сергій Шищенко.[35]
- До 14 жовтня 2019 року[36] виконувачем обов'язків головного тренера «Чорноморця» був Віталій Старовік.[31]
- До 25 жовтня 2019 року[28] виконувачем обов'язків головного тренера «Черкащини» був Віталій Кобзар.[27]
- До 6 грудня 2019 року[37] виконувачем обов'язків головного тренера «Агробізнеса» був Олександр Іванов.[38]
- До 9 грудня 2019 року виконувачем обов'язків головного тренера МФК «Миколаїв» був Юрій Чаус.[39]
- До 10 грудня 2019 року головним тренером «Руху» був Леонід Кучук.[40]
- До 9 січня 2020 року головним тренером «Оболоні-Бровар» був Сергій Ковалець.[41]
- До 10 лютого 2020 року головним тренером «Кременю» був Володимир Прокопиненко.[42]
- До 27 квітня 2020 року головним тренером «Чорноморця» був Остап Маркевич.[43]
- До 15 червня 2020 року головним тренером «Руху» був Юрій Бакалов.[44]
- До 8 липня 2020 року головним тренером «Оболоні-Бровар» був Олег Мазуренко.[45]
- До 21 липня 2020 року головним тренером «Металіста 1925» був Андрій Демченко.[46]
- До 10 серпня 2020 року головним тренером «Авангарду» був Олександр Косевич.[47]

## Турнірна таблиця
| М  | Команда          | І  | В  | Н  | П  | РМ    | О  |
| -- | ---------------- | -- | -- | -- | -- | ----- | -- |
|    | ФК «Минай»       | 30 | 19 | 5  | 6  | 51−28 | 62 |
|    | «Рух»            | 30 | 18 | 7  | 5  | 51−21 | 61 |
|    | «Інгулець»       | 30 | 17 | 9  | 4  | 47−22 | 60 |
| 4  | «Агробізнес»     | 30 | 19 | 3  | 8  | 52−30 | 60 |
| 5  | «Волинь»         | 30 | 17 | 6  | 7  | 57−36 | 57 |
| 6  | «Оболонь-Бровар» | 30 | 14 | 9  | 7  | 40−31 | 51 |
| 7  | «Металіст 1925»  | 30 | 15 | 6  | 9  | 44−34 | 51 |
| 8  | «Авангард»       | 30 | 13 | 6  | 11 | 37−40 | 45 |
| 9  | «Гірник-Спорт»   | 30 | 12 | 3  | 15 | 42−48 | 39 |
| 10 | «Чорноморець»    | 30 | 10 | 9  | 11 | 40−37 | 39 |
| 11 | МФК «Миколаїв»   | 30 | 8  | 10 | 12 | 45−45 | 34 |
| 12 | «Прикарпаття»    | 30 | 9  | 3  | 18 | 44−51 | 30 |
| 13 | «Кремінь»        | 30 | 7  | 6  | 17 | 35−57 | 27 |
| 14 | «Балкани»        | 30 | 5  | 10 | 15 | 27−51 | 25 |
| 15 | МФК «Металург»   | 30 | 6  | 4  | 20 | 28−58 | 22 |
| 16 | «Черкащина»      | 30 | 1  | 4  | 25 | 23−74 | 7  |

Позначення:

## Результати матчів
| Команда          | АВА    | АГР | БАЛ | ВОЛ | ГІР | ІНГ | КРЕ | МЛС | МЛГ    | МИК | МИН | ОБО | ПРИ | РУХ | ЧЕР | ЧОР |
| ---------------- | ------ | --- | --- | --- | --- | --- | --- | --- | ------ | --- | --- | --- | --- | --- | --- | --- |
| «Авангард»       |        | 1:1 | 3:3 | 3:2 | 1:1 | 2:1 | 1:0 | 0:1 | 1:0    | 3:1 | 0:2 | 1:1 | 2:0 | 0:1 | 2:1 | 3:1 |
| «Агробізнес»     | 2:1    |     | 3:0 | 3:0 | 4:0 | 2:1 | 2:2 | 5:0 | 2:0    | 2:2 | 0:2 | 2:0 | 1:2 | 1:0 | 1:0 | 2:0 |
| «Балкани»        | 0:2    | 0:1 |     | 1:4 | 0:0 | 1:1 | 1:1 | 0:0 | 4:0    | 1:3 | 1:2 | 1:1 | 2:0 | 0:1 | 1:0 | 1:1 |
| «Волинь»         | 2:1    | 2:1 | 2:2 |     | 3:0 | 0:1 | 3:0 | 2:0 | 5:0    | 1:1 | 1:0 | 1:0 | 3:2 | 3:2 | 3:0 | 3:2 |
| «Гірник-Спорт»   | 2:0    | 3:2 | 4:0 | 2:4 |     | 1:1 | 0:2 | 1:2 | 1:0    | 1:3 | 1:0 | 0:1 | 2:4 | 2:1 | 2:1 | 3:0 |
| «Інгулець»       | 3:2    | 2:0 | 4:0 | 0:0 | 2:1 |     | 3:0 | 1:1 | 3:2    | 3:2 | 1:1 | 2:0 | 1:0 | 1:1 | 1:0 | 0:0 |
| «Кремінь»        | 1:1    | 4:0 | 0:0 | 1:1 | 1:2 | 0:3 |     | 2:4 | 1:0    | 2:1 | 1:0 | 1:0 | 3:4 | 0:1 | 2:0 | 2:4 |
| «Металіст 1925»  | 0:1    | 0:1 | 1:0 | 2:0 | 2:1 | 1:0 | 4:2 |     | 2:0    | 0:0 | 2:3 | 2:1 | 3:1 | 1:1 | 3:0 | 0:0 |
| МФК «Металург»   | 3:1    | 1:3 | 2:1 | 1:3 | 3:2 | 0:2 | 2:1 | 1:4 |        | 1:1 | 0:2 | 0:1 | 1:0 | 0:1 | 1:1 | 1:4 |
| МФК «Миколаїв»   | 0:1    | 0:2 | 1:2 | 3:2 | 0:3 | 1:2 | 6:2 | 3:2 | 1:1    |     | 1:1 | 0:2 | 5:1 | 1:1 | 3:0 | 0:0 |
| ФК «Минай»       | 2:0    | 2:1 | 2:1 | 1:0 | 1:0 | 1:1 | 3:1 | 1:0 | 2:1    | 2:0 |     | 4:1 | 0:3 | 1:1 | 3:1 | 1:0 |
| «Оболонь-Бровар» | 1:1    | 2:1 | 3:0 | 0:0 | 0:2 | 1:1 | 1:0 | 3:0 | 3:3    | 2:0 | 4:3 |     | 3:3 | 0:0 | 2:2 | 1:0 |
| «Прикарпаття»    | 3:0[а] | 0:1 | 1:2 | 1:2 | 4:1 | 0:1 | 2:1 | 2:3 | 2:1    | 1:1 | 1:2 | 0:2 |     | 0:1 | 4:1 | 0:1 |
| «Рух»            | 4:0    | 2:3 | 3:0 | 1:1 | 2:1 | 1:0 | 1:0 | 1:0 | 3:0[b] | 4:1 | 1:0 | 0:1 | 2:1 |     | 4:0 | 2:0 |
| «Черкащина»      | 1:2    | 1:2 | 3:0 | 0:2 | 1:2 | 1:2 | 2:2 | 1:4 | 0:3    | 0:4 | 2:6 | 1:2 | 0:0 | 1:6 |     | 1:3 |
| «Чорноморець»    | 0:1    | 0:1 | 2:2 | 5:2 | 3:1 | 0:3 | 5:0 | 0:0 | 1:0    | 0:0 | 1:1 | 0:1 | 3:2 | 2:2 | 2:1 |     |

а Згідно з рішенням КДК УАФ від 8 серпня 2019 року за вихід на поле футболіста, не внесеного до рапорту арбітра на матч, команді «Авангард» зараховано технічну поразку 0:3, а «Прикарпаттю» — перемогу 3:0. Початковий результат матчу — 2:2.
b Згідно з рішенням КДК УАФ від 14 серпня 2020 року за неявку на гру команді МФК «Металург» зараховано технічну поразку 0:3, а «Руху» — перемогу 3:0.

## Тур за туром
| Команда / Тур    | 1             | 2  | 3  | 4  | 5  | 6  | 7  | 8  | 9  | 10 | 11 | 12 | 13 | 14 | 15 | 16 | 17 | 18 | 19 | 20 | 21 | 22 | 23 | 24 | 25 | 26 | 27 | 28 | 29 | 30 |    |
| ---------------- | ------------- | -- | -- | -- | -- | -- | -- | -- | -- | -- | -- | -- | -- | -- | -- | -- | -- | -- | -- | -- | -- | -- | -- | -- | -- | -- | -- | -- | -- | -- | -- |
| Команда / Тур    | «Чорноморець» | 2  | 2  | 2  | 8  | 11 | 7  | 9  | 9  | 10 | 9  | 9  | 10 | 11 | 12 | 10 | 9  | 10 | 10 | 10 | 10 | 10 | 10 | 10 | 10 | 10 | 10 | 10 | 10 | 10 | 10 |
| «Волинь»         | 11            | 10 | 10 | 12 | 9  | 10 | 8  | 7  | 8  | 8  | 8  | 8  | 8  | 7  | 5  | 5  | 3  | 1  | 2  | 5  | 3  | 4  | 5  | 4  | 3  | 4  | 4  | 4  | 4  | 5  |    |
| «Металіст 1925»  | 6             | 6  | 8  | 10 | 5  | 2  | 2  | 6  | 5  | 5  | 3  | 2  | 4  | 2  | 1  | 3  | 2  | 4  | 7  | 3  | 1  | 1  | 4  | 7  | 7  | 6  | 6  | 6  | 7  | 7  |    |
| «Авангард»       | 4             | 8  | 4  | 2  | 3  | 4  | 4  | 3  | 6  | 7  | 7  | 6  | 7  | 8  | 8  | 8  | 8  | 8  | 8  | 8  | 8  | 8  | 8  | 8  | 8  | 8  | 8  | 8  | 8  | 8  |    |
| «Оболонь-Бровар» | 7             | 9  | 5  | 3  | 4  | 6  | 5  | 4  | 3  | 2  | 1  | 1  | 1  | 3  | 2  | 1  | 1  | 2  | 5  | 4  | 7  | 7  | 6  | 5  | 5  | 7  | 7  | 7  | 6  | 6  |    |
| «Інгулець»       | 12            | 7  | 3  | 1  | 1  | 5  | 6  | 8  | 7  | 6  | 5  | 3  | 2  | 6  | 4  | 4  | 6  | 5  | 4  | 1  | 2  | 2  | 1  | 1  | 1  | 1  | 2  | 1  | 1  | 3  |    |
| «Балкани»        | 13            | 12 | 15 | 11 | 14 | 15 | 15 | 15 | 13 | 13 | 11 | 13 | 13 | 13 | 13 | 13 | 13 | 13 | 14 | 14 | 14 | 14 | 14 | 14 | 14 | 14 | 14 | 14 | 14 | 14 |    |
| МФК «Миколаїв»   | 3             | 3  | 11 | 6  | 7  | 8  | 10 | 11 | 9  | 10 | 10 | 11 | 12 | 11 | 11 | 12 | 12 | 12 | 12 | 11 | 11 | 11 | 12 | 12 | 12 | 11 | 11 | 11 | 11 | 11 |    |
| «Прикарпаття»    | 1             | 1  | 1  | 7  | 8  | 11 | 11 | 10 | 11 | 12 | 13 | 12 | 9  | 9  | 9  | 10 | 11 | 11 | 11 | 12 | 12 | 12 | 11 | 11 | 11 | 13 | 13 | 13 | 12 | 12 |    |
| «Рух»            | 5             | 5  | 7  | 4  | 6  | 3  | 3  | 2  | 1  | 4  | 6  | 4  | 5  | 4  | 3  | 2  | 4  | 3  | 1  | 2  | 5  | 6  | 7  | 6  | 6  | 5  | 5  | 5  | 5  | 2  |    |
| «Гірник-Спорт»   | 14            | 16 | 16 | 14 | 15 | 14 | 14 | 14 | 12 | 11 | 12 | 9  | 10 | 10 | 12 | 11 | 9  | 9  | 9  | 9  | 9  | 9  | 9  | 9  | 9  | 9  | 9  | 9  | 9  | 9  |    |
| «Агробізнес»     | 10            | 14 | 9  | 5  | 2  | 1  | 1  | 1  | 2  | 1  | 4  | 7  | 3  | 1  | 6  | 7  | 7  | 7  | 6  | 7  | 4  | 3  | 2  | 3  | 4  | 3  | 3  | 3  | 3  | 4  |    |
| «Кремінь»        | 9             | 4  | 6  | 9  | 13 | 12 | 12 | 12 | 14 | 14 | 14 | 14 | 14 | 14 | 14 | 14 | 14 | 14 | 13 | 13 | 13 | 13 | 13 | 13 | 13 | 12 | 12 | 12 | 13 | 13 |    |
| ФК «Минай»       | 16            | 15 | 12 | 13 | 10 | 9  | 7  | 5  | 4  | 3  | 2  | 5  | 6  | 5  | 7  | 6  | 5  | 6  | 3  | 6  | 6  | 5  | 3  | 2  | 2  | 2  | 1  | 2  | 2  | 1  |    |
| «Черкащина»      | 15            | 13 | 13 | 15 | 12 | 13 | 13 | 13 | 15 | 15 | 15 | 15 | 15 | 15 | 15 | 15 | 16 | 16 | 16 | 16 | 16 | 16 | 16 | 16 | 16 | 16 | 16 | 16 | 16 | 16 |    |
| МФК «Металург»   | 8             | 11 | 14 | 16 | 16 | 16 | 16 | 16 | 16 | 16 | 16 | 16 | 16 | 16 | 16 | 16 | 15 | 15 | 15 | 15 | 15 | 15 | 15 | 15 | 15 | 15 | 15 | 15 | 15 | 15 |    |

## Статистика

### Найкращі бомбардири
| № | Футболіст             | Команда                              | Голи (пен.) |
| - | --------------------- | ------------------------------------ | ----------- |
| 1 | Денис Кожанов         | «Волинь»                             | 18 (6)      |
| 2 | Ніка Сітчінава        | «Інгулець»                           | 17 (2)      |
| 3 | Анатолій Нурієв       | ФК «Минай»                           | 17 (10)     |
| 4 | Вадим Яворський       | «Авангард» (9) / МФК «Миколаїв» (6)  | 15 (1)      |
| 5 | Данило Кондраков      | «Рух»                                | 11 (2)      |
| 5 | Ігор Сікорський       | «Агробізнес» (8) / «Чорноморець» (3) | 11 (2)      |
| 7 | Юрій Климчук          | «Рух»                                | 11 (5)      |
| 8 | Олександр Батальський | «Оболонь-Бровар»                     | 10 (1)      |
| 9 | Ярослав Ямполь        | «Металіст 1925»                      | 10 (3)      |

### Хет-трики
| Гравець          | Клуб           | Суперник        | Результат | Дата             | Джерело |
| ---------------- | -------------- | --------------- | --------- | ---------------- | ------- |
| Сергій Кравченко | МФК «Миколаїв» | «Кремінь»       | 6:2       | 14 вересня 2019  | [ 50 ]  |
| Дмитро Козьбан   | «Кремінь»      | «Агробізнес»    | 4:0       | 2 листопада 2019 | [ 51 ]  |
| Вадим Яворський  | МФК «Миколаїв» | «Металіст 1925» | 3:2       | 29 липня 2020    | [ 52 ]  |

Примітки:

## Перехідні матчі за право виступати в першій лізі
За підсумками сезону команди, які посіли 15-те та 16-те місця в першій лізі, зіграли перехідні матчі за право виступати у першій лізі проти команд, які посіли треті місця у групах А і Б у другій лізі. Жеребкування послідовності проведення матчів відбулося 28 липня 2020 року.
| 16 серпня 2020 17:00 +27 °C |

| «Верес»                   | 2:0      | «Черкащина» |
| ------------------------- | -------- | ----------- |
| Петько 57' Яременко 90+3' | Протокол |             |

| «Колос», Млинів Глядачів: 0 Арбітр: Дмитро Кутаков (Київська область) |

| 20 серпня 2020 17:00 +32 °C |

| «Черкащина»   | 1:1      | «Верес»           |
| ------------- | -------- | ----------------- |
| Захаревич 49' | Протокол | Махнєв 18' (пен.) |

| «Княжа-Арена», Щасливе Глядачів: 0 Арбітр: Віктор Копієвський (Кропивницький) |

«Верес» переміг 3:1 за сумою двох матчів та вийшов до першої ліги, «Черкащина» вибула до другої ліги.
| 16 серпня 2020 17:00 +27 °C |

| МФК «Металург» | 0:2      | «Альянс»                    |
| -------------- | -------- | --------------------------- |
|                | Протокол | Загинайлов 14' В. Шарай 61' |

| «Славутич-Арена», Запоріжжя Глядачів: 0 Арбітр: Євген Арановський (Київ) |

| 20 серпня 2020 18:00 +29 °C |

| «Альянс»      | 1:0      | МФК «Металург» |
| ------------- | -------- | -------------- |
| Осадчий 90+4' | Протокол |                |

| «Ювілейний», Суми Глядачів: 0 Арбітр: Микола Балакін (Київська область) |

«Альянс» переміг 3:0 за сумою двох матчів та вийшов до першої ліги, МФК «Металург» вибув до другої ліги.

## Нагороди

### Гравець та тренер туру
За версією Wyscout, SportArena та Всеукраїнського об'єднання тренерів з футболу
| Тур | Гравець               | Гравець          | Гравець | Тренер                 | Тренер           | Тренер  |
| Тур | Гравець               | Клуб             | Джерело | Тренер                 | Клуб             | Джерело |
| --- | --------------------- | ---------------- | ------- | ---------------------- | ---------------- | ------- |
| 1   | Владислав Бугай       | МФК «Миколаїв»   | [ 54 ]  | Андрій Демченко        | «Металіст 1925»  | [ 55 ]  |
| 2   | Віталій Бойко         | «Черкащина»      | [ 56 ]  | Сергій Лавриненко      | «Інгулець»       | [ 57 ]  |
| 3   | Міха Горопевшек       | «Волинь»         | [ 58 ]  | Остап Маркевич         | «Агробізнес»     | [ 59 ]  |
| 4   | Ігор Мединський       | «Оболонь-Бровар» | [ 60 ]  | Олександр Косевич      | «Авангард»       | [ 61 ]  |
| 5   | Ярослав Ямполь        | «Металіст 1925»  | [ 62 ]  | Василь Кобін           | ФК «Минай»       | [ 63 ]  |
| 6   | Володимир Танчик      | «Чорноморець»    | [ 64 ]  | Леонід Кучук           | «Рух»            | [ 65 ]  |
| 7   | Вадим Яворський       | «Авангард»       | [ 66 ]  | Олександр Косевич      | «Авангард»       | [ 67 ]  |
| 8   | Руслан Черненко       | «Агробізнес»     | [ 68 ]  | Іван Богатир           | МФК «Металург»   | [ 69 ]  |
| 9   | Роберт Гегедош        | ФК «Минай»       | [ 70 ]  | Василь Кобін           | ФК «Минай»       | [ 71 ]  |
| 10  | Ігор Сікорський       | «Агробізнес»     | [ 72 ]  | Сергій Ковалець        | «Оболонь-Бровар» | [ 73 ]  |
| 11  | Олександр Мішуренко   | «Інгулець»       | [ 74 ]  | Сергій Лавриненко      | «Інгулець»       | [ 75 ]  |
| 12  | Ніка Сітчінава        | «Інгулець»       | [ 76 ]  | Ігор Жабченко          | «Гірник-Спорт»   | [ 77 ]  |
| 13  | Олександр Батальський | «Оболонь-Бровар» | [ 78 ]  | Сергій Ковалець        | «Оболонь-Бровар» | [ 79 ]  |
| 14  | Денис Кожанов         | «Волинь»         | [ 80 ]  | Олександр Іванов       | «Агробізнес»     | [ 81 ]  |
| 15  | Ярослав Конкольняк    | «Прикарпаття»    | [ 82 ]  | Сергій Ковалець        | «Оболонь-Бровар» | [ 83 ]  |
| 16  | Дмитро Козьбан        | «Кремінь»        | [ 84 ]  | Володимир Прокопиненко | «Кремінь»        | [ 85 ]  |
| 17  | Богдан Могильний      | МФК «Металург»   | [ 86 ]  | Андрій Тлумак          | «Волинь»         | [ 87 ]  |
| 18  | Юрій Батюшин          | «Інгулець»       | [ 88 ]  | Ігор Жабченко          | «Гірник-Спорт»   | [ 89 ]  |
| 19  | Андрій Кухарук        | «Агробізнес»     | [ 90 ]  | Олександр Іванов       | «Агробізнес»     | [ 91 ]  |
| 20  | Владислав Клименко    | «Чорноморець»    | [ 92 ]  | Сергій Ковалець        | «Чорноморець»    | [ 93 ]  |
| 21  | Дерек                 | «Металіст 1925»  | [ 94 ]  | Андрій Демченко        | «Металіст 1925»  | [ 95 ]  |
| 22  | Олександр Батальський | «Оболонь-Бровар» | [ 96 ]  | Олександр Чижевський   | «Агробізнес»     | [ 97 ]  |
| 23  | Сергій Герасимець     | «Гірник-Спорт»   | [ 98 ]  | Ігор Жабченко          | «Гірник-Спорт»   | [ 99 ]  |
| 24  | Дмитро Сула           | «Кремінь»        | [ 100 ] | Олександр Косевич      | «Авангард»       | [ 101 ] |
| 25  | Денис Янаков          | «Чорноморець»    | [ 102 ] | Сергій Лавриненко      | «Інгулець»       | [ 103 ] |
| 26  | Андрій Кухарук        | «Агробізнес»     | [ 104 ] | Олександр Чижевський   | «Агробізнес»     | [ 105 ] |
| 27  | Вадим Яворський       | МФК «Миколаїв»   | [ 106 ] | Ілля Близнюк           | МФК «Миколаїв»   | [ 107 ] |
| 28  | Йохана Мкомола        | «Інгулець»       | [ 108 ] | Олексій Годін          | МФК «Металург»   | [ 109 ] |
| 29  | Артур Рябов           | «Волинь»         | [ 110 ] | Олександр Чижевський   | «Агробізнес»     | [ 111 ] |
| 30  | Руслан Паламар        | МФК «Миколаїв»   | [ 112 ] | Василь Кобін           | ФК «Минай»       | [ 113 ] |

### Гравець місяця
За версією ПФЛ та UA-Футбол
| Місяць        | Гравець              | Клуб             | Джерело |
| ------------- | -------------------- | ---------------- | ------- |
| Серпень 2019  | Ярослав Ямполь       | «Металіст 1925»  | [ 114 ] |
| Вересень 2019 | Назарій Федорівський | «Оболонь-Бровар» | [ 115 ] |
| Жовтень 2019  | Денис Кожанов        | «Волинь»         | [ 116 ] |
| Листопад 2019 | Дмитро Козьбан       | «Кремінь»        | [ 117 ] |
| Червень 2020  | Олександр Мішуренко  | «Інгулець»       | [ 118 ] |
| Липень 2020   | Петро Стасюк         | ФК «Минай»       | [ 119 ] |

### Найкращий гравець осінньої частини сезону
За опитуванням головних тренерів команд першої ліги
| Місце | Гравець         | Клуб            | Очки |
| ----- | --------------- | --------------- | ---- |
| 1     | Денис Кожанов   | «Волинь»        | 56   |
| 2     | Ніка Сітчінава  | «Інгулець»      | 23   |
| 3     | Максим Ковальов | «Інгулець»      | 11   |
| 3     | Анатолій Нурієв | ФК «Минай»      | 11   |
| 5     | Дмитро Поспєлов | «Металіст 1925» | 8    |

### Найкращий гравець сезону
За опитуванням клубів першої ліги
| Місце | Гравець         | Клуб       | Очки |
| ----- | --------------- | ---------- | ---- |
| 1     | Ніка Сітчінава  | «Інгулець» | 19   |
| 2     | Денис Кожанов   | «Волинь»   | 12   |
| 3     | Анатолій Нурієв | ФК «Минай» | 11   |

### Найкращий тренер сезону
За опитуванням клубів першої ліги
| Місце | Гравець              | Клуб                             | Очки |
| ----- | -------------------- | -------------------------------- | ---- |
| 1     | Сергій Лавриненко    | «Інгулець»                       | 26   |
| 2     | Сергій Ковалець      | «Оболонь-Бровар» / «Чорноморець» | 13   |
| 3     | Олександр Чижевський | «Агробізнес»                     | 9    |
| 3     | Василь Кобін         | ФК «Минай»                       | 9    |